# Dipodillus
Dipodillus là một chi động vật có vú trong họ Muridae, bộ Gặm nhấm. Chi này được Lataste miêu tả năm 1881. Loài điển hình của chi này là Gerbillus(Dipodillus) simoni Lataste, 1881.

## Các loài
Chi này gồm các loài:
Dipodillus bottai

Dipodillus campestris

Dipodillus dasyurus

Dipodillus harwoodi

Dipodillus jamesi

Dipodillus lowei

Dipodillus mackilligini

Dipodillus maghrebi

Dipodillus rupicola

Dipodillus simoni

Dipodillus somalicus

Dipodillus stigmonyx

Dipodillus zakariai